# Jamie Winchester

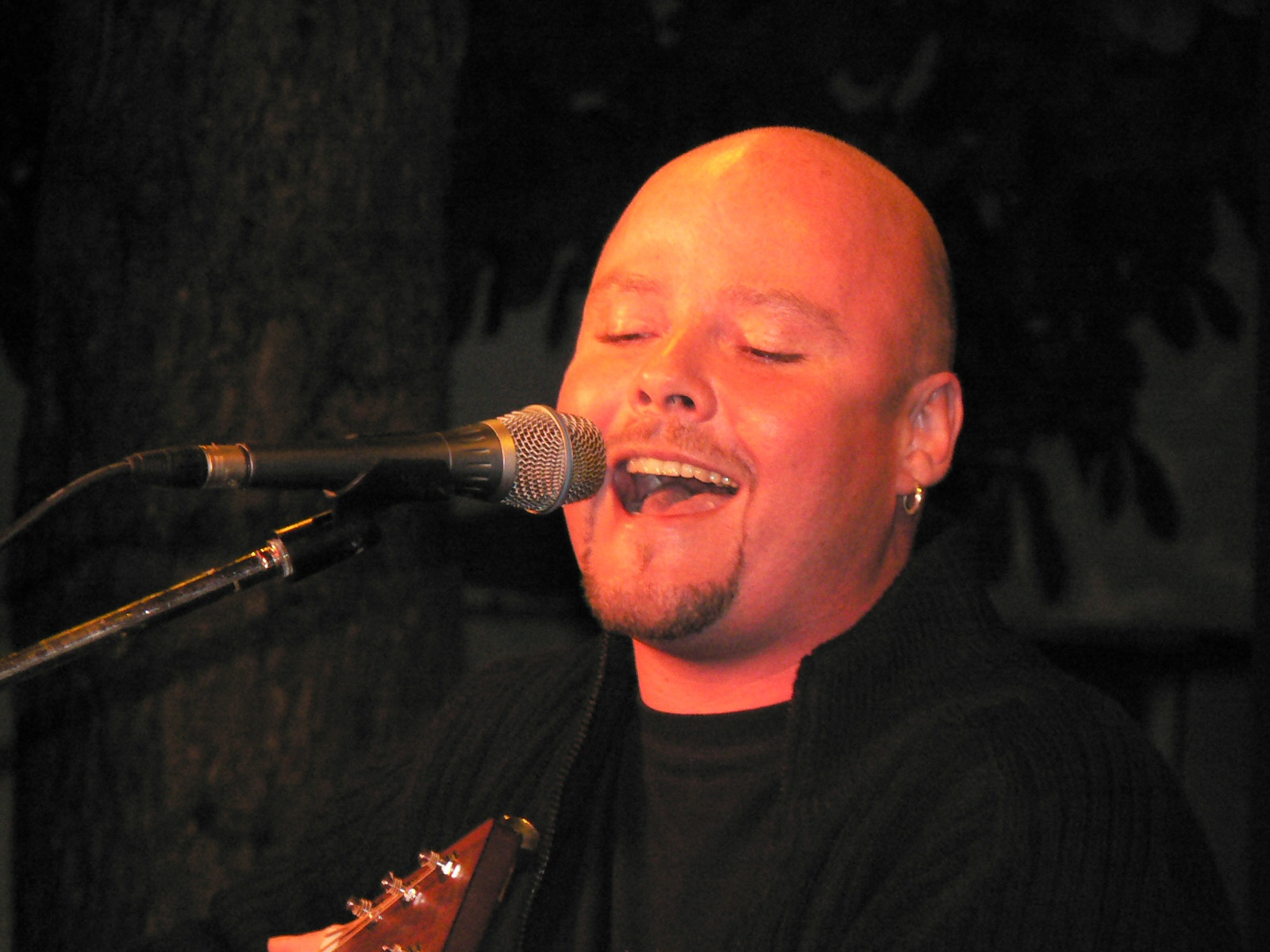
Jamie Winchester (2007)

Jamie Winchester (* 29. Juli 1970) ist ein irischer Sänger, Liedschreiber und Gitarrist, der vor allem in Ungarn bekannt ist. Er verfolgt eigene musikalische Projekte, tritt aber auch mit den Bands Jamie-Robi und Baba Yaga auf.
Jamie Winchesters wurde erstmals einem größeren Publikum bekannt, als er mit Róbert Hrutka zusammenarbeitete, der mit ihm die zweiköpfigen Band Jamie-Robi gründete. Als diese brachten sie das Lied „It’s Your Life“ heraus, das 2003 ein Hit in Ungarn wurde und 10 Wochen lang auf Platz 1 der ungarischen Charts blieb.